# (1316) Kasan
(1316) Kasan – planetoida z grupy przecinających orbitę Marsa okrążająca Słońce w ciągu 3 lat i 273 dni w średniej odległości 2,41 au. Została odkryta 17 listopada 1933 roku w Obserwatorium Simejiz na górze Koszka na Półwyspie Krymskim przez Grigorija Nieujmina. Nazwa planetoidy pochodzi od rosyjskiego miasta Kazań. Przed nadaniem nazwy planetoida nosiła oznaczenie tymczasowe (1316) 1933 WC.